# Hongheqiao
Hongheqiao (kinesiska: 洪河桥) är en köping i östra Kina. Den ligger i Funan härad i staden Fuyang i provinsen Anhui, omkring 180 kilometer väster om provinshuvudstaden Hefei. Antalet invånare är 50575. Befolkningen består av 24 959 kvinnor och 25 616 män. Barn under 15 år utgör 26,0 %, vuxna 15-64 år 65 %, och äldre över 65 år 7,0 %.